# NGC 196
NGC 196 je galaksija u zviježđu Kit.

## Vanjske poveznice
- SEDS: NGC 0196